# 조재연
조재연(趙載淵)은 대한민국의 대법관, 제25대 법원행정처장이다.
가정 형편 때문에 덕수상고를 졸업하고 한국은행에 다니다 성균관대 야간부 법학과를 거쳐 제22회 사법시험 수석합격하여 판사가 된 조재연은 전두환 정권 시절 국가보안법 위반, 간첩 등 시국사건에서 편향성 있는  판결을 내려 '좌파 판사'로 불렸다. 1993년부터 변호사로 활동하면서 본사와 대리점의 '갑질'이 무효라는 대법원 판단을 이끌어냈다. 양승태 대법원장이 이상훈 대법관 후임으로 대통령에게 대법관 임명제청을 국회 인사청문회를 거쳐 문재인 대통령이 임명하였다.
1985년 6월 1일 국회 본회의에서 사형수 출신의 이철 의원이 광주 학살, 박정희와 전두환 일가의 부정축재 등을 지적하고 이런 발언을 담은 <민주정치1>을 발행한 사회과학 출판사 일월서각 대표 최옥자에 대해 경찰이 연행하여 책의 발간 경위 등을 조사한 뒤, 경범죄처벌법 위반으로 즉심에 회부하였으나 조재연 판사가 1985년 8월 23일에 무죄를 선고했을 때, 안기부 정형근 수사2단장의 방문 항의를 받았다.

## 학력
- 1982 서울대학교 대학원 법학 석사
- ~1980 성균관대학교 학사
- ~1974 덕수상업고등학교

## 경력
- 2024년 1월 ~ 성균관대학교 법학전문대학원 석좌교수
- 2020년 10월 고위공직자범죄수사처장 후보추천위원회 위원장
- 2019년 2월 14일~2021년 5월 8일 법원행정처장
- 2017년 7월 19일~2023년 7월 18일 대법원 대법관
- 2015년 9월 언론중재위원회 중재의원
- 2012년 12월~2013년 12월 방송통신심의위원회 규제심사위원
- 2011년 법무법인 대륙아주 변호사
- 1991년~1993 서울가정법원 판사
- 1989년 서울지방법원 동부지원 판사
- 1986년 춘천지방법원 강릉지원 판사
- 1984년 서울형사지방법원 판사
- 1982년 서울민사지방법원 판사
- 1982년 제12기 사법연수원
- 1980년 제22회 사법시험 합격